# Gregory S. Paul
Gregory Scott Paul (24 de diciembre de 1954) es un investigador independiente, autor e ilustrador que trabaja en el ámbito de la paleontología, y que recientemente ha realizado estudios en el ámbito de la sociología y teología. Es especialmente conocido por sus trabajos e investigaciones sobre los dinosaurios terópodos y sus ilustraciones detallistas, tanto de animales en su condición vivos como de sus esqueletos. Durante tres décadas, Paul se ha dedicado a investigar y restaurar dinosaurios, en particular fue reconocido como especialista en dinosaurios en la película Parque Jurásico y When Dinosaurs Roamed America y Dinosaur Planet de Discovery Channel. Es autor e ilustrador de los libros Predatory Dinosaurs of the World (1988), The Complete Illustrated Guide to Dinosaur Skeletons (1996), Dinosaurs of the Air (2001), The Princeton Field Guide To Dinosaurs (2010), Gregory S. Paul's Dinosaur Coffee Table Book (2010), y editor de The Scientific American Book of Dinosaurs (2000). La reciente investigación de Paul sobre las interacciones de la religión y la sociedad ha recibido cubrimiento de los medios y la prensa internacional.

## Paleontología

### Ilustraciones

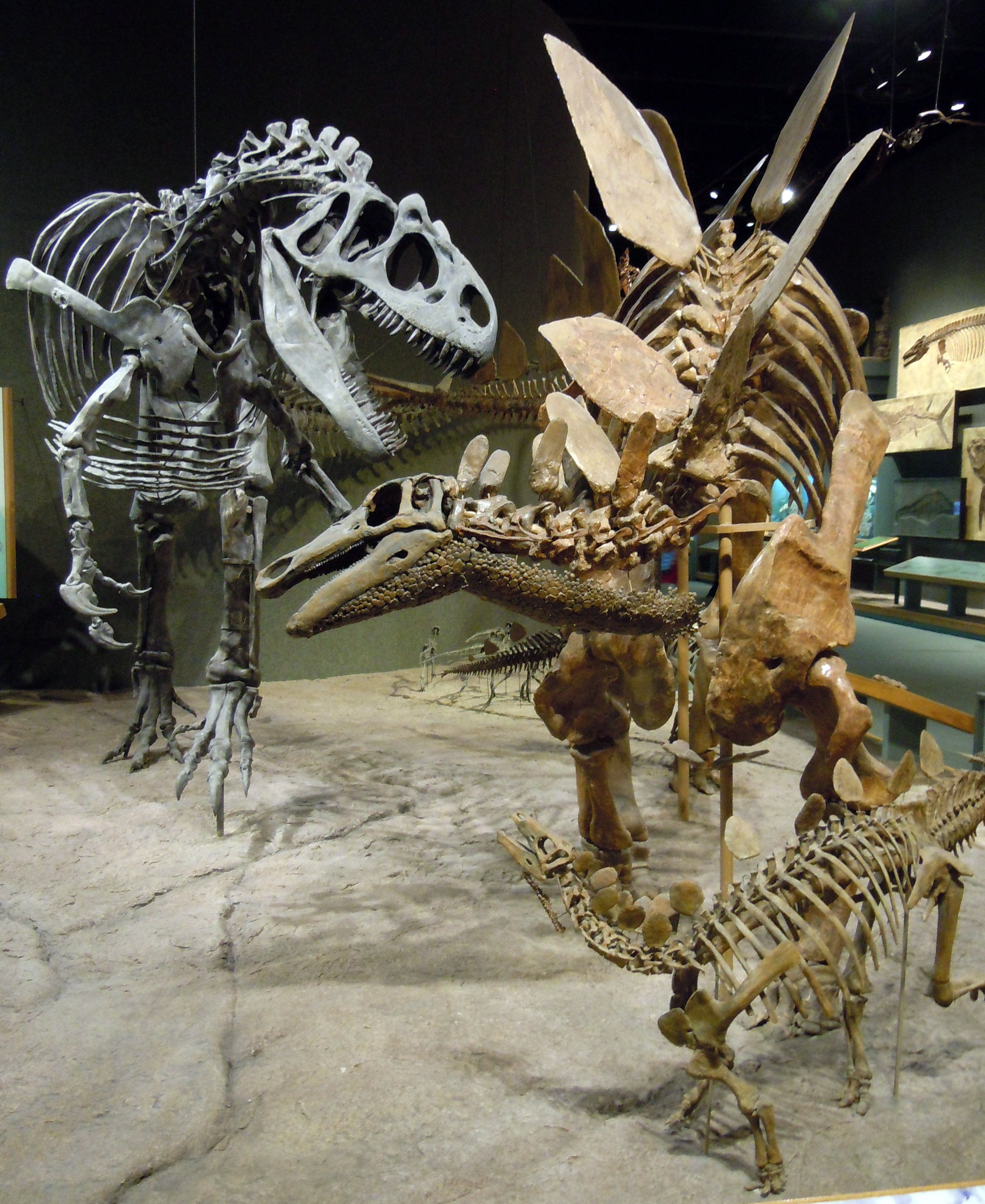
Esqueletos de Stegosaurus stenops y Allosaurus fragilis en posturas basadas en las ilustraciones de Gregory S. Paul, en el Museo Denver de la Naturaleza y la Ciencia

Paul ayudó a abrir camino a la "nueva imagen" de los dinosaurios en la década de 1970. A través de una serie de dibujos dinámicos en tinta y pinturas al óleo él estuvo entre los primeros artistas profesionales que representaron a estos animales como seres activos, de sangre caliente y – en el caso de las especies pequeñas – emplumados. Muchas ilustraciones posteriores de dinosaurios son un reflejo de sus investigaciones anatómicas o inclusive una imitación directa de su estilo. El hecho de que él trabajó de cerca con los paleontólogos, lo llevó a su propia investigación paleontológica independiente y creó una serie de reconstrucciones de esqueletos de todos los dinosaurios bien conocidos, lo que llevó a establecer a sus imágenes como una especie de estándar científico a ser seguido. Esta tendencia es estimulada por su hábito de redibujar sus trabajos anteriores para reflejar los últimos hallazgos y teorías. Muchas de estas imágenes son en blanco y negro, elaboradas con tinta o lápices de colores. Los escultores han usado estas plantillas anatómicas como un recurso durante décadas, y aún lo hacen muchas de ellas sin autorización o sin dar crédito Incluso uno de sus críticos científicos, Storrs L. Olson, lo describió en una reseña de la publicación Scientific American como "un artista superior". Él fue inspirado por paleoartistas clásicos como Charles R. Knight, y ha tenido una afición por las restauraciones de dinosaurios del poco conocido artista Bill Berry.
El arte linear de Paul y sus pinturas se han publicado en cerca de 100 libros de divulgación y mostrados en más documentales que otros paleoartistas modernos incluyendo varios programas de televisión como The Nature of Things, NOVA, Horizon y Paleoworld. Entre las revistas en que ha aparecido su arte se encuentran: Time, Smithsonian, Discover, Scientific American, Equinox y Natural History.

### Investigación
Entre 1977 a 1984, Paul fue un investigador informal e ilustrador asociado a Robert Bakker en el departamento de Ciencias de la Tierra y Planetarias en la Universidad Johns Hopkins en Baltimore. Paul no tienen un grado formal en paleontología, pero ha particpado en numerosas expediciones de campo y ha sido autor o coautor de cerca de 30 artículos científicos y cerca de 40 artículos de divulgación científica. Paul propuso que algunos de los terópodos emplumados similares a aves eran voladores alados, y que otros eran secundariamente no voladores, una idea apoyada por algunos fósiles hallados en China. El concepto de termorregulatorio de "terramegatermia" de Paul propone que solo los animales con altas tasas metabólicas pueden sobrepasar la tonelada de peso en tierra. Paul ha nombrado a los siguientes dinosaurios, solo o con coautores:
- Acrocanthosaurus altispinax (especie, más tarde renombrado Becklespinax altispinax)[13]
- Albertosaurus megagracilis (especie, más tarde renombrado Dinotyrannus megagracilis, ahora considerado como un Tyrannosaurus rex juvenil)[13]
- Aublysodon molnari (especie, más tarde renombrada Stygivenator molnari, ahora considerada como un Tyrannosaurus rex juvenil)[13]
- Avisaurus archibaldi (género y especie, con Brett-Surman; es un ave)[14]
- Giraffatitan brancai (género)[15]
- Mantellisaurus atherfieldensis (género)[16]
- Potamornis skutchi (género y especie, junto a Elzanowski y Stidham; es un ave)[17]
- Dollodon bampingi (género y especie)[16]
- Dakotadon lakotaensis (género)[16]
- Mantellodon carpenteri (género y especie)
- Darwinsaurus evolutionis (género y especie)
- Huxleysaurus hollingtoniensis (género)

Los primeros tres son comúnmente asignados a otros taxones. El terópodo Cryptovolans pauli fue nombrado en su honor en reconocimiento de sus (presuntamente correctas) predicciones acerca de los dinosaurios emplumados y voladores. Sellacoxa pauli fue nombrado para reconocer su reciente trabajo en la investigación de los iguanodontianos.
Los diseños de Paul del gran pterosaurio Quetzalcoatlus northropi fueron necesarias para la construcción del robot a media escala de AeroVironment que fue la estrella de la película de IMAX de 1986, On the Wing.